# Palladino (isola)
Palladino, scoglio Tadiuka o scoglio Totinka (in croato Lukar) è un isolotto disabitato della Croazia, situato lungo la costa occidentale dell'isola di Pago.
Amministrativamente appartiene alla città di Pago, nella regione zaratina.

## Geografia
Palladino si trova nella parte centro-orientale del canale di Maon (Maunski kanal), di fronte all'insenatura Dumboka uvala e poco a nordovest del promontorio punta Grma, lungo la costa centro-occidentale di Pago, da cui dista 490 m. Nel punto più ravvicinato dista dalla terraferma 11,4 km.
Palladino è un isolotto ovale, leggermente schiacciato al centro, che misura 370 m di lunghezza e 160 m di larghezza massima. Ha una superficie di 0,04898 km² e uno sviluppo costiero di 0,925 km. Nella parte centrale raggiunge un'elevazione di 8,1 m s.l.m.

### Cartografia
- (HR) Mappa topografica della Croazia 1:25000, su preglednik.arkod.hr.
- Carta di cabottaggio del mare Adriatico, foglio V, Milano, Istituto geografico militare, 1822-1824. URL consultato il 20 luglio 2017 (archiviato dall'url originale il 23 agosto 2021).
- G. Giani, Carta prospettiva delle Comuni censuarie della Dalmazia, foglio 2, 1839. Fondo Miscellanea cartografica catastale, Archivio di Stato di Trieste.